# Roaring Spring
Roaring Spring  è una borough degli Stati Uniti d'America, nella contea di Blair nello Stato della Pennsylvania. Secondo il censimento del 2000 la popolazione è di 2.418 abitanti.

## Società

### Evoluzione demografica
La composizione etnica vede una maggioranza di quella bianca (98,92%), seguita dall'asiatica (0,37%) dati del 2000.
| borough di Roaring Spring Popolazione |       |
| 2000                                  | 2.418 |
| Stima al 2009                         | 2.263 |